# ケネス・E・ボールディング
ケネス・エワート・ボールディング (Kenneth Ewart Boulding、1910年1月18日 - 1993年3月18日) は、イギリス出身のアメリカの経済学者。彼は伝統的な経済学は一部に過ぎないと考え、経済学（あるいは社会科学）の領域を広げる諸著作を書いたことに特徴がある。

## 略歴
- 1910年：イギリスのリバプールで生まれる。
- 1928年：オックスフォード大学への奨学金を得て入学する。
- 1931年：卒業。
- 22歳のとき、ケインズが編集する『エコノミック・ジャーナル』に経済学論文の第1作を発表する。
- 太平洋を渡り、シカゴ大学とハーバード大学で2年間、研究に励む。
- 一時期、エジンバラ大学に在籍する。
- 1937年 - 1941年：ニューヨークのコルゲイト大学で教える。
- 1941年 - 1942年：戦時中、プリンストンの国際連盟にある経済および財政政策の経済学者であったが、平和主義のために辞職した。
- 1942年 - 1943年：フィスク大学で教える。
- 1943年 - 1949年：アイオワ州立大学とマックギル大学で教える。
- 1948年：アメリカ市民権を取得。
- 1949年 - 1977年：ミシガン大学で教える。
- 1949年：アメリカ経済学会のジョン・ベイツ・クラーク賞を受賞した。
- 1963年 - 1964年：国際キリスト教大学（ICU）に招聘教授として迎えられ、経済学のほか、特殊講義で、一般社会体系論を教える。その時の講義をもとに『歴史はいかに書かれるべきか』が書かれた。
- 1968年：アメリカ経済学会会長。
- 1977年：コロラド大学で引退まで教える（別の資料では1949-67年ミシガン大学教授。1967年から引退までコロラド大学ボルダ－校教授）。
- 1980年：日本経済新聞社などの招きで来日し講演する。 (東京では、2月21日、日経ホールで、講演会) 横浜国立大学・常盤出版会発行の『常盤』第35号 (発行人　斉藤文紀) に「平和へのメッセージ」を寄稿する。
- 1993年：83歳で死去。

## 業績
- 生物学者のベルタランフィに呼応して贈与経済学や組織論さらには紛争解決論など、一般システム理論の社会システム理論への理論的拡張に貢献した。経済学のみならず教育・詩作・システム科学など多彩な才能を発揮し学際的な研究活動を行った。特にチャールズ・ダーウィンの進化論を経済学分析に取り入れた進化経済学の樹立で有名。また、バックミンスター・フラーが提唱した概念「宇宙船地球号」を経済学に導入した。
- また彼はクエーカー教徒でもあり、今日でいう平和学に大きな関心を寄せていた。妻は平和研究者、平和運動家のエリース・ボールディング。

## 著書

### 単著
- Economic Analysis, (Harper & Brothers, 1941).
  - 大石泰彦・宇野健吾監訳『ボールディング近代経済学』（丸善, 1963年）
- The Economics of Peace, (Prentice Hall, 1945).
  - 永田清訳『平和の経済学』（好学社, 1949年）
- A Reconstruction of Economics, (J. Wiley, 1950).
- The Organizational Revolution: A Study in the Ethics of Economic Organization, (Harper & Brothers, 1953).
  - 日本経済新聞社訳『組織革命』（日本経済新聞社, 1960年）
- The Image: Knowledge in Life and Society, (University of Michigan Press, 1956).
  - 大川信明訳『ザ・イメージ』（誠信書房, 1962年）
- The Skills of the Economist, (H. Hamilton, 1958).
  - 桜井欣一郎・桜井美智子訳『経済学――その領域と方法』（東洋経済新報社, 1964年）
- Principles of Economic Policy, (Prentice-Hall, 1958).
  - 海老原武邦・内田忠夫訳『経済政策の原理』（東洋経済新報社, 1960年）
- Conflict and Defence: A General Theory, (Harper & Bros., 1962).
  - 内田忠夫・衞藤瀋吉訳『紛争の一般理論』（ダイヤモンド社, 1971年）
- The Meaning of the Twentieth Century: the Great Transition, (Harper & Row, 1964).
  - 清水幾太郎訳『20世紀の意味――偉大なる転換』（岩波書店［岩波新書］, 1967年）
- The Impact of the Social Sciences, (Rutgers University Press, 1966).
  - 犬田充ほか訳『社会科学のインパクト――経済学の未来を求めて』（ダイヤモンド社, 1970年）
- Beyond Economics: Essays on Society, Religion, and Ethics, (University of Michigan Press, 1968).
  - 公文俊平訳『経済学を超えて――社会システムの一般理論』（竹内書店, 1970年／改訳版, 学習研究社, 1975年）
- Economics as a Science, (McGraw-Hill, 1970).
  - 清水幾太郎訳『科学としての経済学』（日本経済新聞社, 1971年／日経新書, 1977年）
- A Primer on Social Dynamics: History as Dialectics and Development, (Free Press, 1970).
  - 横田洋三訳『社会動学入門』（竹内書店, 1971年）
  - 同上『歴史はいかに書かれるべきか』（講談社［講談社学術文庫］, 1979年）
- Economics, (Colorado Associated University Press, 1971).
- Political Economy, (Colorado Associated University Press, 1973).
- The Economy of Love and Fear: A Preface to Grants Economics, (Wadsworth, 1973).
  - 公文俊平訳『愛と恐怖の経済――贈与の経済学序説』（佑学社, 1974年）
- Toward a General Social Science, (Colorado Associated University Press, 1974).
- International Systems: Peace, Conflict Resolution, and Politics, (Colorado Associated University Press, 1975).
- Sonnets from the Interior Life, and Other Autobiographical Verse, (Colorado Associated University Press, 1975).
- Stable Peace, (University of Texas Press, 1978).
  - 武者小路公秀訳『紛争と平和の諸段階』（ダイヤモンド社, 1980年）
- Ecodynamics: A New Theory of Societal Evolution, (Sage, 1978).
  - 長尾史郎訳『地球社会はどこへ行く（上・下）』（講談社［講談社学術文庫］, 1980年）
- Beasts, Ballads, and Bouldingisms: A Collection of Writings, (Transaction Books, 1980).
- Evolutionary Economics, (Sage, 1981).
  - 猪木武徳・望月和彦・上山隆大訳『社会進化の経済学』（HBJ出版局, 1987年）
- Toward the Twenty-First Century: Political Economy, Social Systems, and World Peace, (Colorado Associated University Press, 1985).
- Human Betterment, (Sage, 1985).
- The World as a Total System, (Sage, 1985).
  - 高村忠成ほか訳『トータル・システム――ニューアカデミーの確立』（第三文明社, 1988年）
- Mending the World: Quaker Insights on the Social Order, (Pendle Hill Publications, 1986).
- Three Faces of Power, (Sage, 1989).
  - 益戸欽也訳『21世紀権力の三つの顔』（産能大学出版部, 1994年）
- Towards a New Economics: Critical Essays on Ecology, Distribution, and Other Themes, (Edward Elgar, 1992).
- The Structure of a Modern Economy: the United States, 1929-89, (Macmillan, 1993).

### 共著
- The Mayer/Boulding Dialogue on Peace Research, with Milton Mayer, (Pendle Hill, 1967).
- National Priorities: Military, Economic, and Social, (Public Affairs Press, 1969).
- Economics of Pollution, (New York University Press, 1971).
- Introduction to the Global Society: Interdisciplinary Perspectives, with Elise Boulding, (Learning Resources in International Studies, 1974).
- The Social System of the Planet Earth, with Elise Boulding and Guy M. Burgess, (Addison-Wesley, 1980).
- The Future: Images and Processes, with Elise Boulding, (Sage, 1995).

### 編著
- Peace and the War Industry, (Aldine Pub. Co, 1970).
- The Economics of Human Betterment, (Macmillan, 1984).
  - 嵯峨座晴夫監訳『ヒューマン・ベターメントの経済学――生活の質へのアプローチ』（勁草書房, 1989年）

### 共編著
- Linear Programming and the Theory of the Firm, co-edited with W. Allen Spivey, (Macmillan, 1960).
- Disarmament and the Economy, co-edited with Emile Benoit, (Harper & Row, 1963).
- Economic Imperialism: A Book of Readings, co-edited with Tapan Mukerjee, (University of Michigan Press, 1972).
- Redistribution to the Rich and the Poor: the Grants Economics of Income Sistribution, co-edited with Martin Pfaff, (Wadsworth, 1972).
  - 関口末夫訳『所得分配の贈与経済学――富者と貧者への再分配（上・下）』（佑学社, 1976年）
- Transfers in an Urbanzed Economy: Theories and Effects of the Grants Economy, co-edited with Martin Pfaff and Anita Pfaff, (Wadsworth, 1973).
  - 春田尚よし・上野達雄訳『都市化経済と移転――贈与経済の理論と効果』（佑学社, 1976年）
- Redistribution through the Financial System: the Grants Economics of Money and Credit, co-edited with Thomas Frederick Wilson, (Praeger, 1978).
- The Optimum Utilization of Knowledge: Making Knowledge Serve Human Betterment, co-edited with Lawrence Senesh, (Westview Press, 1983).
- Evolution, Order and Complexity, co-edited with Elias L. Khalil, (Routledge, 1996).